# Hattstein (Adelsgeschlecht)

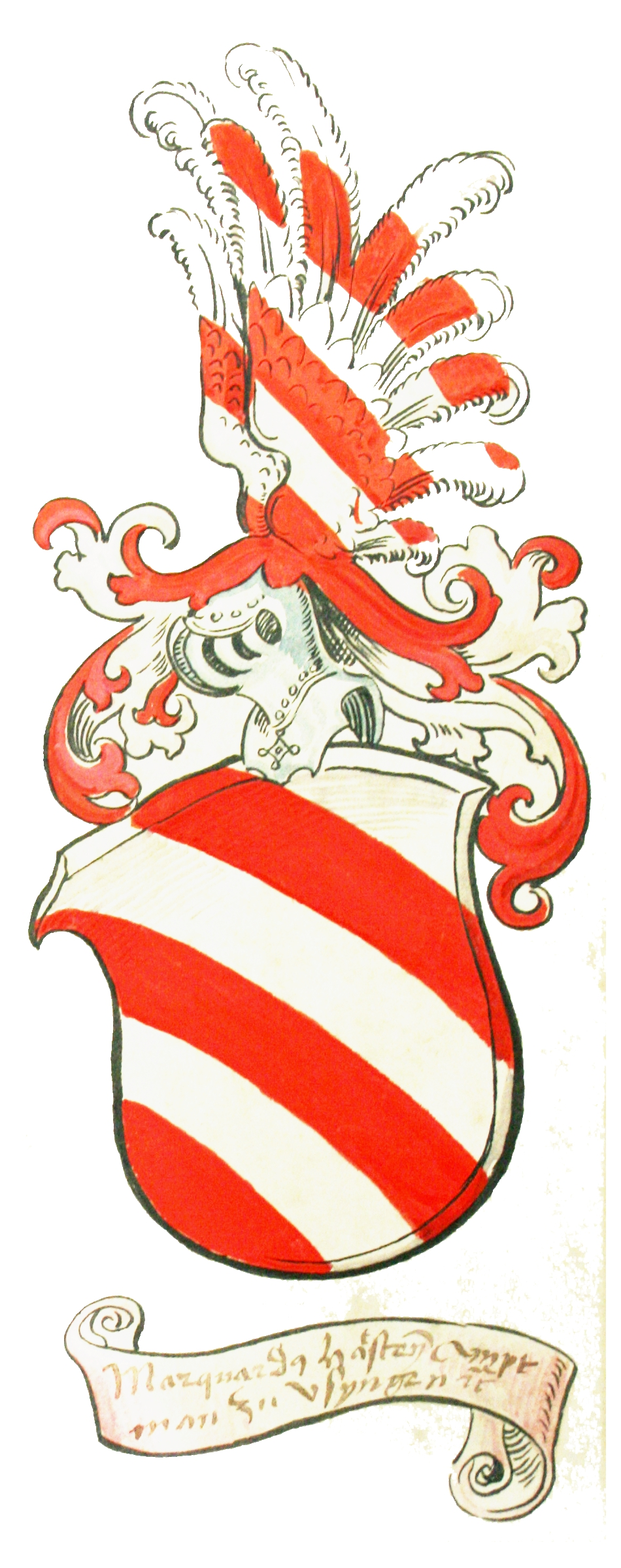
Wappen des Marquart von Hattstein im Salbuch des Klosters Naumburg

Die Herren von Hattstein (anfangs Hazechenstein) waren ein Adelsgeschlecht, das sich nach der Burg Hattstein benannte. Ihr Besitz lag vorwiegend im Taunus und der südlichen Wetterau.

## Geschichte

### Herkunft
Das Geschlecht wird erstmals erwähnt im Jahr 1156 mit Guntram von Hattstein. Es ist nicht zu sagen, ob sie dem Stand der Edelfreien oder der Ministerialität zuzuordnen sind. Ihrem Wappen nach gehören sie zu einem Familienverband aus dem Limburger Raum, dem unter anderem auch die Herren von Reifenberg angehörten, mit denen sie nahe verwandt waren. Vermutet wird daneben eine Abstammung von den Grafen von Wied oder den Herren von Kempenich.
Für eine edelfreie Herkunft würde sprechen, dass Guntram in der Zeugenliste der Urkunde an zweiter Stelle hinter Emicho von Leiningen, dem Stadtherren Limburgs, genannt wird. Daraus lässt sich ableiten, dass der Familienverband in der Zeit der Ersterwähnung vom Limburger Gebiet den Taunus besiedelte und Burgen gründete, während ein anderer Besiedlungsvorstoß mit den Grafen von Diez und späteren Grafen von Weilnau sowie den Herren von Kransberg bereits zuvor von der Wetterau her durch das Usinger Becken erfolgt war. Daraufhin scheint es zu Verschwägerungen gekommen zu sein, später standen die Hattsteiner zu den Grafen von Diez in einem Dienstverhältnis, mehrere Hattsteiner sind als Burgmannen in Neuweilnau belegt.

### Hochmittelalter
Zu den zahlreichen Diensten bei den Grafen von Diez und später Weilnau kamen Burglehen der Herren von Falkenstein-Münzenberg, vermutlich in Neu-Falkenstein oder Königstein, später auch in Butzbach. Im Verlauf des 14. Jahrhunderts bildeten sich so zwei Hauptlinien heraus, von denen die ältere Linie von Hattstein-Hattstein zunächst bei den alten Dienstverhältnissen blieb, während eine Hattstein-Falkensteiner Linie sich mit den Herren von Falkenstein in die Wetterau orientierte.
Mit dem Streit um die Münzenberger Erbschaft und der darauf folgenden Fehde Ulrichs III. von Hanau, Landvogt der Wetterau, gegen Philipp den Älteren von Falkenstein 1364–1366 (Falkensteiner Fehde) begann der Abstieg der Falkensteiner. Von der Niederlage war auch die Falkensteiner Linie der Hattsteiner als Lehnsleute betroffen. Noch 1365 wurden die Brüder Henne, Markolf, Dietrich genannt Rose und Wolf von Hattstein zu Burgmannen in Butzbach ernannt. In der Folge orientierte sich die Falkensteiner Linie an den Herren und Grafen von Hanau und erhielt Burglehen in Windecken und Hanau.
Die Hattstein-Hattsteiner Linie ist nun häufiger als Lehnsnehmer der Grafen von Katzenelnbogen anzutreffen, gelegentlich auch der Herren von Eppstein. 1423 sicherten sich die Grafen von Nassau deren Dienste durch Vergabe eines größeren Burglehens in Usingen. Dies führte zur Ausbildung einer Hattstein-Usinger Nebenlinie, die bis in das Jahr 1655 bestand. Konrad von Hattstein wurde als erster der Familie im Jahr 1400 in die Friedberger Burgmannschaft aufgenommen. Obwohl zehn weitere Familienmitglieder im Laufe der Zeit Aufnahme in die prestigeträchtige Gemeinschaft fanden, ist die Rolle der Hattsteiner nicht allzu bedeutend, da sie keine Burggrafen, Baumeister oder Regimentsburgmannen stellten.

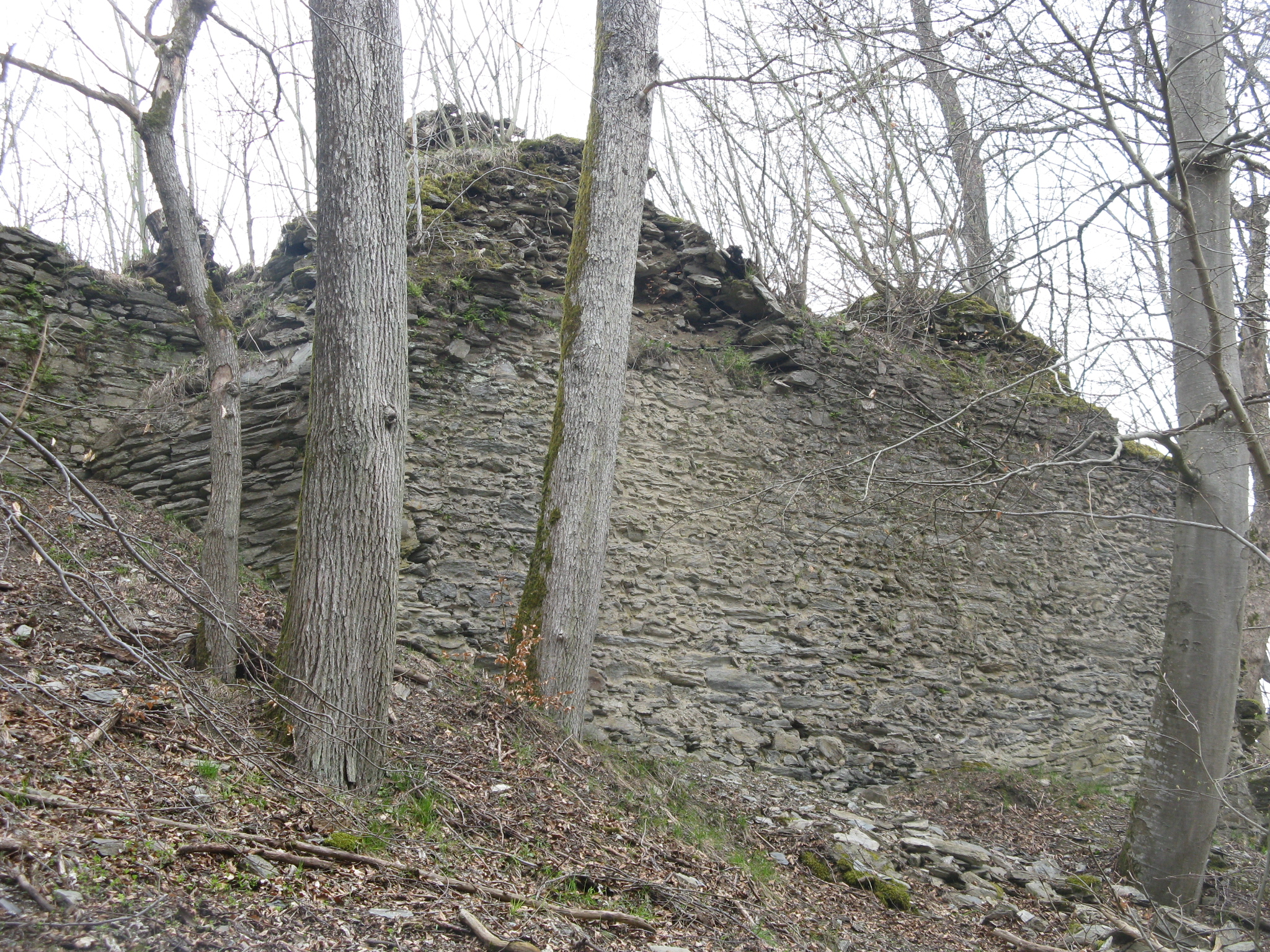
Reste der Burg Hattstein

Als Gefolgsleute der Falkensteiner erbten die Hattsteiner auch deren Gegensatz zu den Reichsstädten der Wetterau. Zudem beteiligten sich Angehörige des Geschlechts an Überfällen (sogenanntes Raubrittertum). Legendär ist Friedrich von Hattstein (auch Hatzstein oder Hatzsteyn) mit seinem Streit um Haus Eichelbach. Der spätere Stadthauptmann von Montabaur (1359–1361) und Limburg wurde 1363 als Limburger Stadthauptmann von den Reifenbergern erschlagen. Verschiedene Koalitionen der Städte und lokaler Fürsten versuchten, sich der Burg Hattstein zu bemächtigen und das Raubrittertum auszuschalten. Erstmals eroberte ein Landfriedensaufgebot der Städte Frankfurt, Friedberg, Gelnhausen, Limburg, Kurtrier, Kurpfalz und einigen anderen 1379 die Burg. Die Herren von Hattstein mussten den Siegern ein Öffnungsrecht einräumen. Als dennoch weitere Raubzüge von der Burg ausgingen, kam es zu erneuten Belagerungen 1393 und 1428, die aber wegen Uneinigkeit der Belagerer scheiterten. Im Jahr 1432 führte ein Überraschungsangriff eines Landfriedensbündnisses zum Erfolg. Die Burg wurde fortan als Ganerbschaft unter Frankfurter und Mainzer Beteiligung geführt, jedoch 1468 an die Hattsteiner zurückgegeben. In der folgenden Zeit wurde sie immer weniger instand gehalten und verfiel allmählich. Philipp Georg von Hattstein verkaufte 1614 die Burg schließlich an Johann Heinrich von Reifenberg.

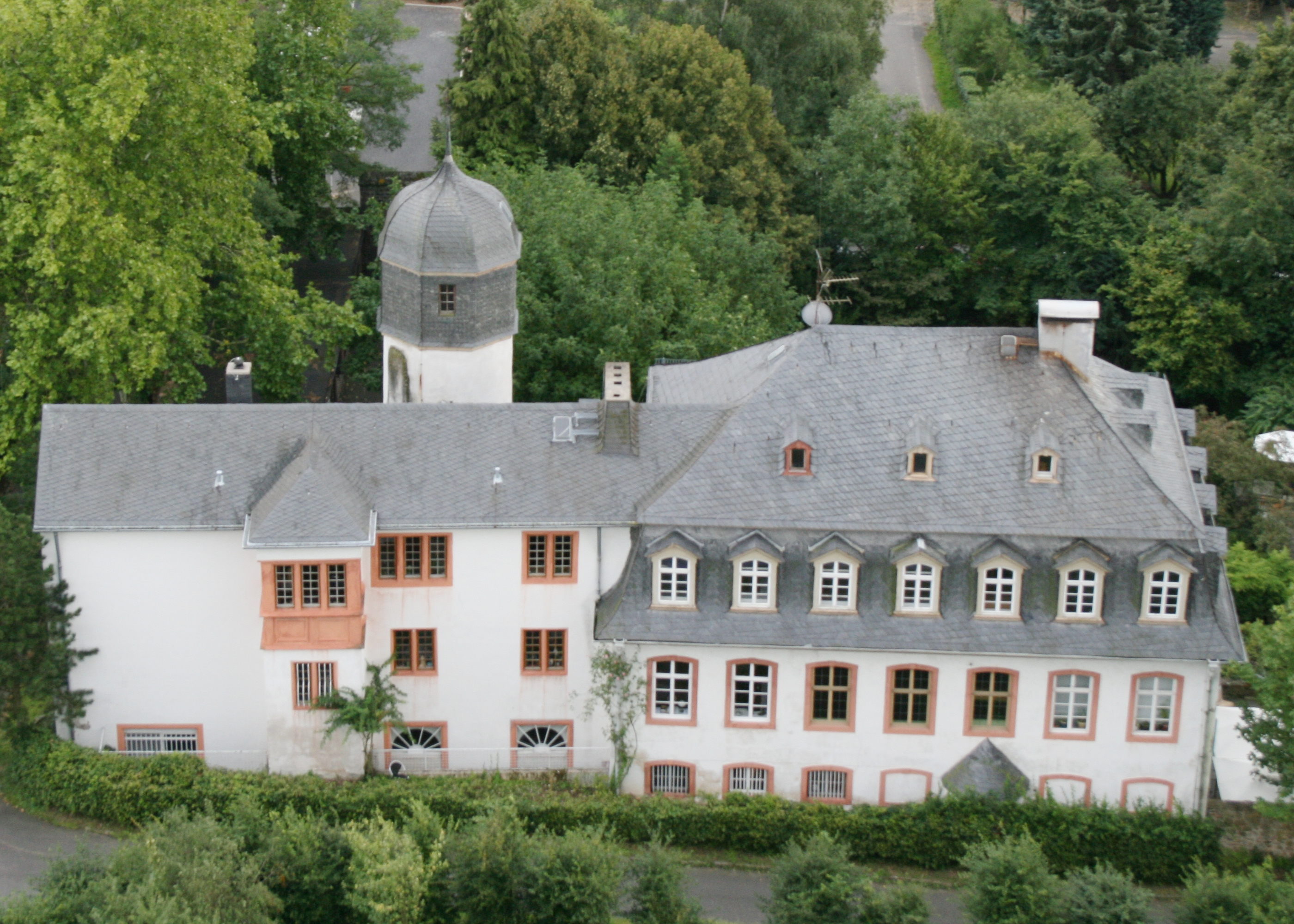
Hattsteiner Hof in Münzenberg

### Neuzeit
Mit dem Übergang von der Natural- zur Geldwirtschaft ist ein Niedergang einiger Linien feststellbar, der erst im Verlauf der Neuzeit gestoppt werden konnte. Dies gelang einerseits durch lukrative Dienste bei geistlichen Fürsten, vorwiegend am Rhein, oder im Heereswesen. Andererseits verlagerte sich der Besitz auf die fruchtbaren Böden der Wetterau, wo er vor allem in der Gegend von Münzenberg und den dortigen Hattsteiner Hof konzentriert wurde. Obwohl sie sich in erster Linie als Großgrundbesitzer verstanden, bildeten seit dem Ende des 16. Jahrhunderts Kapitalgeschäfte ein wesentliches Standbein. Ein weiterer Schwerpunkt fiel mit einer Erbschaft der Herren von Stockheim auf das Tal der Nidder mit der Oberburg Heldenbergen und dem Schloss Höchst a. d. Nidder. In zahlreichen Orten, vorwiegend im Taunus und der südlichen Wetterau hatten die Hattsteiner Grundbesitz, meist als Lehen größerer Territorialherren.

### Niedergang und Aussterben
Von Niedergang des großen Besitzes in der Zeit des Dreißigjährigen Kriegs, von dem viele Niederadlige der Wetterau betroffen waren, konnte sich die Familie nach anfänglichen Schwierigkeiten erholen. Durch Erbteilungen und unangemessenen Lebenswandel wurde der erhebliche Wohlstand aber danach allmählich erneut verschleudert. Konstantin Philipp von Hattstein konnte noch einmal alle Hattsteiner Besitzungen in seiner Hand vereinigen. Doch genügten die Einnahmen daraus bereits in der Mitte des 18. Jahrhunderts nicht mehr, um die Hochzeiten seiner Schwestern zu bezahlen. Seine letzten Jahre waren gekennzeichnet durch Verschuldung und Gerichtsprozesse. Mit seinem Tod starb das Geschlecht im Jahr 1767 aus.

## Wappen
Das Hattsteiner Wappen ist fünfmal von Rot und Silber schrägrechts geteilt (teilweise auch drei schrägrechte rote Balken auf silbernem Grund). Auf dem Helm mit rot-silbernen Decken ein wie der Schild bezeichneter geschlossener Flug.

## Namensträger

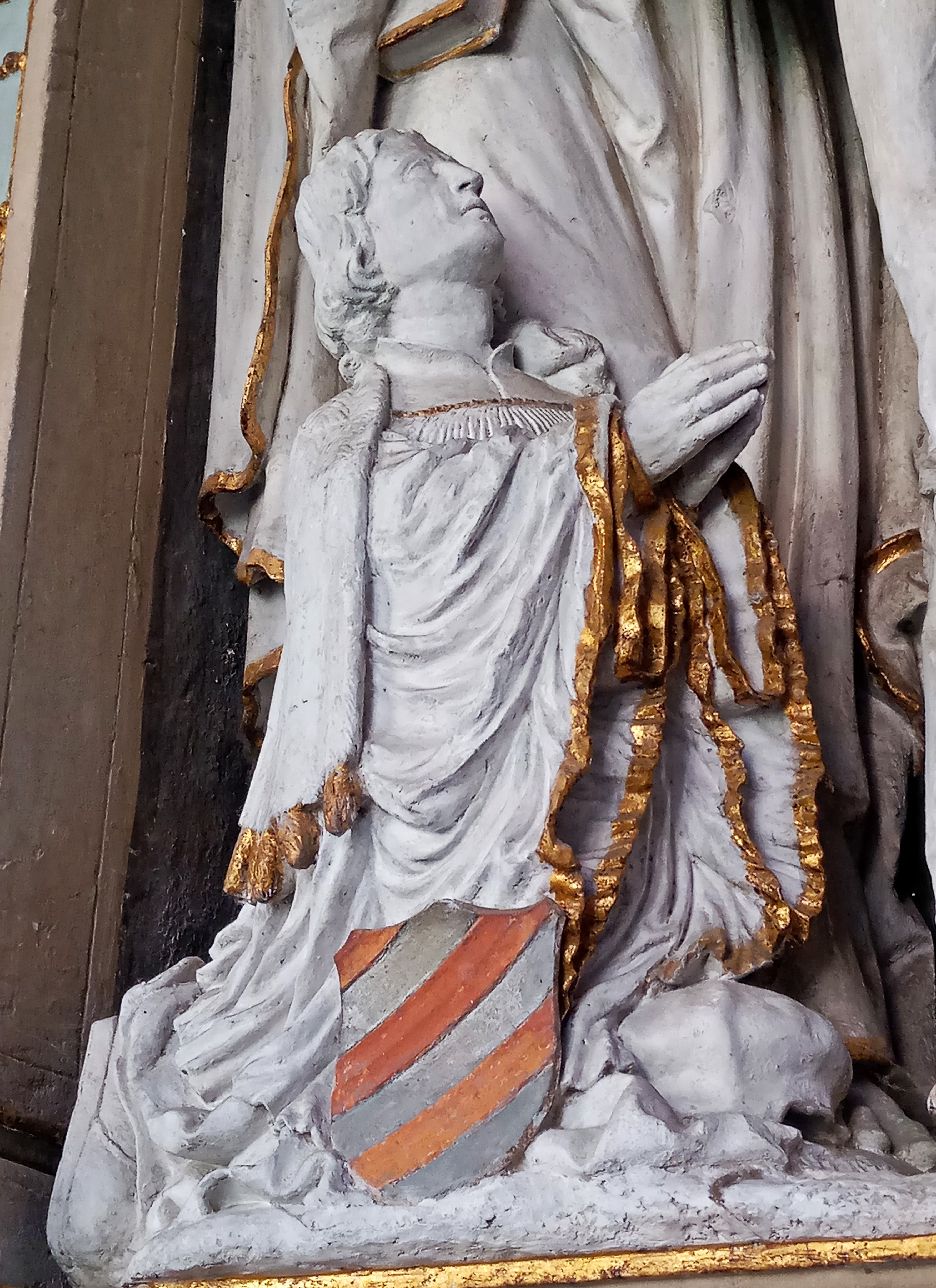
Der Mainzer Domherr Johann von Hattstein († 1518)

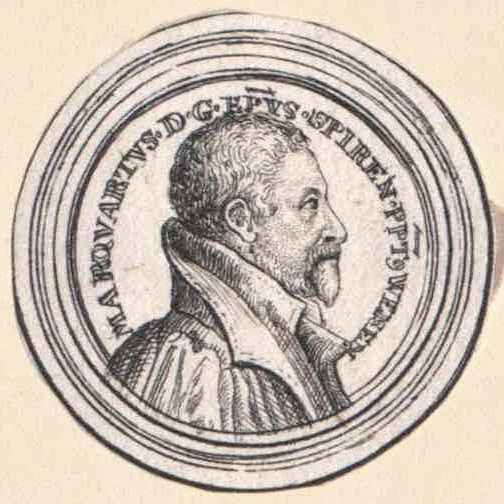
Bischof Marquard von Hattstein

- Friedrich von Hattstein († 1363), Stadthauptmann von Limburg an der Lahn (geehrt durch den „Hattsteinbrunnen“ in Limburg)
- Johann von Hattstein (Großprior) (um 1447–1546), deutscher Adliger, Großprior des Johanniterordens
- Johann von Hattstein (Domherr) (um 1455–1518), deutscher Geistlicher, Domkapitular in Mainz, Dom-Baumeister
- Konrad von Hattstein, Marschall des Mainzer Erzbischofs im Schmalkaldischen Krieg
- Margarete von Hattstein († 1576), Adlige und Äbtissin
- Marquard von Hattstein (1529–1581), Sohn von Konrad, Bischof von Speyer
- Hugo von Hattstein 1639 Domherr zu Mainz
- Philipp Eustachius von Hattstein († 3. August 1644), Obrist im Heer Herzog Bernhards von Weimar (Regiment Hattstein)
- Damian Hartard von und zu Hattstein (1676–1751), Genealoge